# Latreillia elegans
Latreillia elegans is een krabbensoort uit de familie van de Latreilliidae. De wetenschappelijke naam van de soort is voor het eerst geldig gepubliceerd in 1828 door Polydore Roux. De soort komt voor in de Middellandse Zee.